# Венс (Алабама)
Венс (англ. Vance) — місто (англ. town) в США, в округах Таскалуса і Бібб штату Алабама. Населення — 2092 особи (2020).

## Географія
Венс розташований за координатами 33°10′26″ пн. ш. 87°13′36″ зх. д. / 33.17389° пн. ш. 87.22667° зх. д. (33.173992, -87.226627).  За даними Бюро перепису населення США в 2010 році місто мало площу 26,45 км², з яких 26,38 км² — суходіл та 0,08 км² — водойми.

## Демографія
Згідно з переписом 2010 року, у місті мешкало 1529 осіб у 537 домогосподарствах у складі 400 родин. Густота населення становила 58 осіб/км².  Було 592 помешкання (22/км²).
Расовий склад населення:
| - 88,8 % — білих - 7,2 % — чорних або афроамериканців - 0,6 % — азіатів - 0,4 % — корінних американців - 1,7 % — осіб інших рас |

До двох чи більше рас належало 1,3 %. Частка іспаномовних становила 5,6 % від усіх жителів.
За віковим діапазоном населення розподілялося таким чином: 29,8 % — особи молодші 18 років, 62,9 % — особи у віці 18—64 років, 7,3 % — особи у віці 65 років та старші. Медіана віку мешканця становила 31,1 року. На 100 осіб жіночої статі у місті припадало 108,3 чоловіків;  на 100 жінок у віці від 18 років та старших — 111,8 чоловіків також старших 18 років.
Середній дохід на одне домашнє господарство  становив 73 202 долари США (медіана — 64 432), а середній дохід на одну сім'ю — 85 542 долари (медіана — 76 250). За межею бідності перебувало 9,0 % осіб, у тому числі 13,4 % дітей у віці до 18 років та 13,8 % осіб у віці 65 років та старших.
Цивільне працевлаштоване населення становило 688 осіб. Основні галузі зайнятості: виробництво — 19,3 %, роздрібна торгівля — 16,9 %, освіта, охорона здоров'я та соціальна допомога — 13,1 %, оптова торгівля — 10,8 %.